# Mieko Kawakami
Mieko Kawakami (japanska: 川上未映子?, Kawakami Mieko), född 29 augusti 1976 i Osaka, i Japan, är en japansk popsångerska, bloggare och författare. Kawakami  gav ut några album som sångare, men övergick sedan till skrivande, först som en bloggare och senare som novellist. 2008 vann hon Akutagawa-priset för sin andra utgivna novell.